# 毕加索博物馆 (昂蒂布)

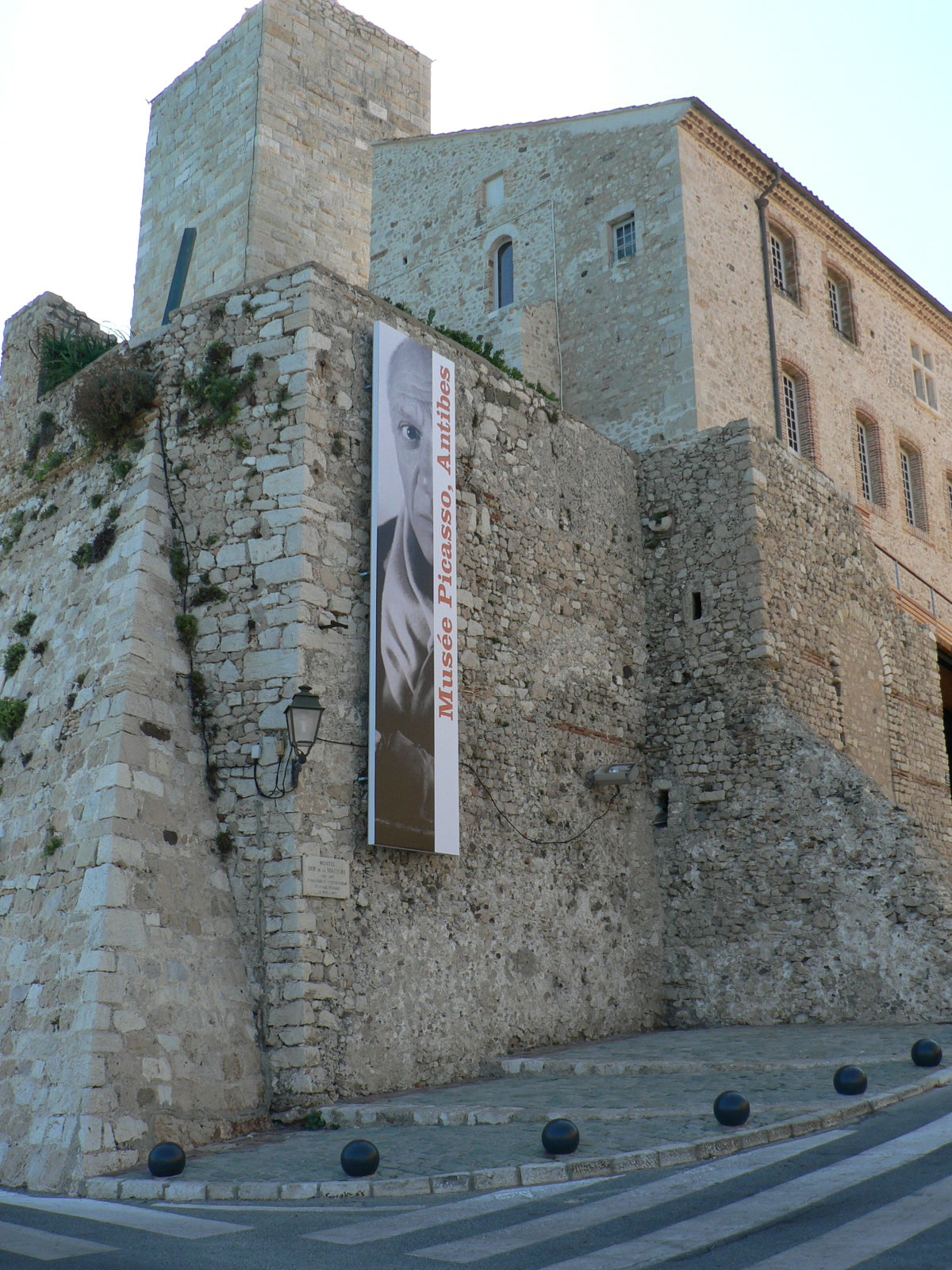
昂蒂布毕加索博物馆

毕加索博物馆（法语：Musée Picasso）原为格里马尔迪城堡（Château Grimaldi），位于法国东南部阿尔卑斯滨海省地中海度假小镇昂蒂布。

## 历史
1608年，这里成为格里马尔迪王朝城堡，兴建在古希腊城市的基础上，以格里马尔迪命名。1702年成为昂蒂布的市政厅。
1925年，城堡命名为格里马尔迪博物馆。1946年，艺术家毕加索在此居住了六个月。今天此处命名为毕加索博物馆，是世界上第一个专门献给他的博物馆。
毕加索本人和他的后人都向博物馆捐赠了许多作品，现在的收藏品共计245件。